# Port lotniczy Nicea-Lazurowe Wybrzeże

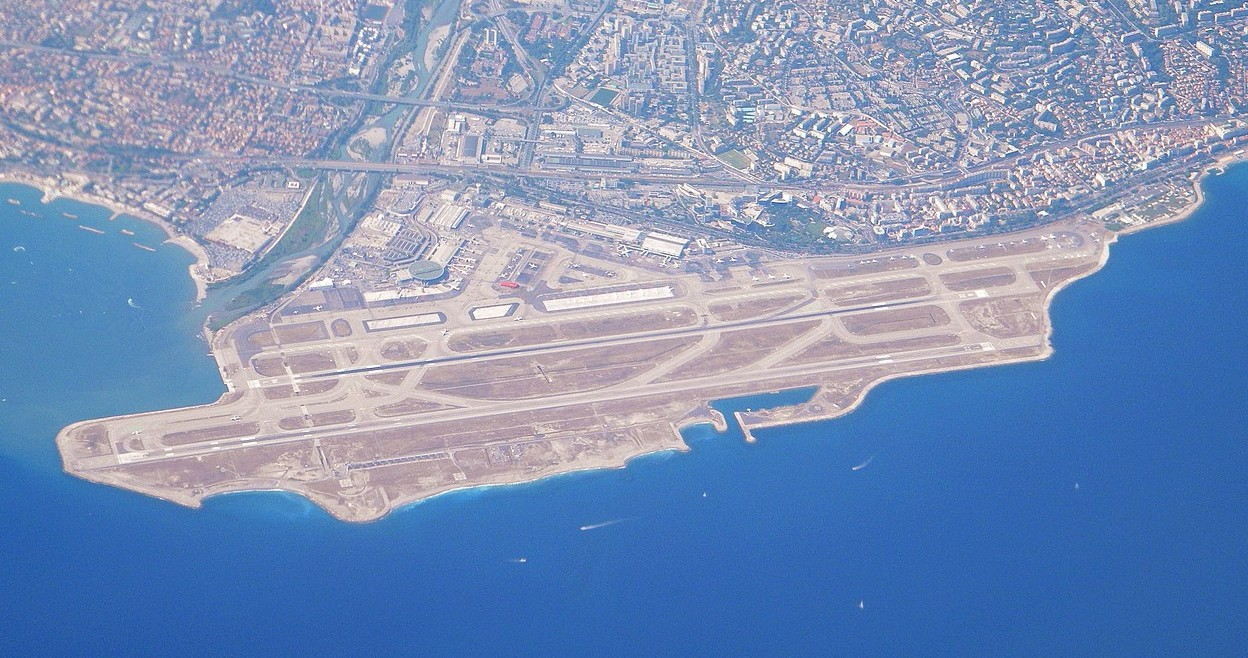
Panorama lotniska (2010)

Port lotniczy Nicea Lazurowe Wybrzeże (fr. Aéroport Nice Côte d’Azur, ang.: Côte d’Azur International Airport, kod IATA: NCE, kod ICAO: LFMN) – międzynarodowe lotnisko położone 7 km na zachód od Nicei. Jest jednym z najruchliwszych portów lotniczych Francji. Pod względem liczby obsługiwanych pasażerów ustępuje jedynie paryskim lotniskom Roissy-Charles de Gaulle i Orly. W 2013 obsłużył ponad 11 mln pasażerów.

## Statystyki
Zobacz zapytanie i odniesienia źródłowe Wikidata o wartości.

## Linie lotnicze i połączenia
| Linia lotnicza                | Kierunek |
| ----------------------------- | --- |
| Aegean Airlines               | 1. Ateny |
| Aer Lingus                    | Sezonowo: 1. Dublin |
| Air Algerie                   | 1. Algier 2. Konstantyna |
| Air Arabia Maroc              | Sezonowo: 1. Fez |
| Air Baltic                    | 1. Ryga Sezonowo: 1. Tallinn 2. Tampere 3. Wilno |
| Air Canada                    | Sezonowo: 1. Montreal-Trudeau |
| Air Corsica                   | 1. Ajaccio 2. Bastia 3. Calvi 4. Figari |
| Air Dolomiti                  | Sezonowo: 1. Monachium (od 27 października 2024) |
| Air France                    | 1. Londyn-Heathrow 2. Lyon 3. Paryż-Charles de Gaulle 4. Paryż-Orly Sezonowo: 1. Algier 2. Ateny 3. Biarritz 4. Bordeaux 5. Caen 6. Heraklion 7. Lille 8. Marrakesz 9. Rennes 10. Santorini 11. Strasburg 12. Tunis |
| Air Transat                   | Sezonowo: 1. Montreal-Trudeau |
| Amelia International          | Sezonowo: 1. Brive |
| Arkia                         | Sezonowo: 1. Tel Awiw |
| Austrian Airlines             | 1. Wiedeń-Schwechat |
| British Airways               | 1. Londyn-Gatwick 2. Londyn-Heathrow Sezonowo: 1. Londyn-City |
| Brussels Airlines             | 1. Bruksela |
| Condor                        | Sezonowo: 1. Düsseldorf 2. Frankfurt |
| Delta Air Lines               | Sezonowo: 1. Atlanta 2. Nowy Jork-JFK |
| EasyJet                       | 1. Amsterdam 2. Barcelona 3. / Bazylea/Miluza/Fryburg 4. Paryż-Beauvais 5. Berlin 6. Bordeaux 7. Bristol 8. Bruksela 9. Kopenhaga 10. Genewa 11. Lille 12. Lizbona 13. Londyn-Gatwick 14. Londyn-Luton 15. Manchester 16. Marrakesz 17. Nantes 18. Neapol 19. Paryż-Charles de Gaulle 20. Paryż-Orly 21. Porto 22. Praga (od 10 października 2024) 23. Rennes 24. Rzym-Fiumicino 25. Tel Awiw 26. Tuluza 27. Wenecja-Marco Polo Sezonowo: 1. Bari 2. Belfast-International 3. Biarritz 4. Brest-Bretagne 5. Katania 6. Chania 7. Edynburg 8. Ibiza 9. La Rochelle 10. Liverpool 11. Mykonos 12. Olbia 13. Palermo 14. Palma de Mallorca 15. Teneryfa-Południe |
| El Al                         | Sezonowo: 1. Tel Awiw |
| Emirates                      | 1. Dubaj |
| Eurowings                     | 1. Düsseldorf 2. Sztokholm-Arlanda Sezonowo: 1. Berlin 2. Kolonia/Bonn 3. Hamburg 4. Praga 5. Stuttgart |
| Finnair                       | 1. Helsinki |
| FlyOne                        | Sezonowo: 1. Kiszyniów |
| Georgian Airways              | Sezonowo: 1. Tbilisi |
| Gulf Air                      | Sezonowo: 1. Bahrajn 2. Mediolan-Malpensa |
| Heli Air Monaco               | 1. Monako |
| Iberia                        | 1. Madryt Sezonowo: 1. Ibiza 2. Malaga 3. Palma de Mallorca 4. Walencja |
| Icelandair                    | Sezonowo: 1. Reykjavík-Keflavík |
| ITA Airways                   | 1. Rzym-Fiumicino |
| Jet2.com                      | Sezonowo: 1. Birmingham 2. Leeds/Bradford 3. Londyn-Stansted 4. Manchester |
| KLM                           | 1. Amsterdam |
| Kuwait Airways                | Sezonowo: 1. Kuwejt |
| La Compagnie                  | Sezonowo: 1. Newark |
| Polskie Linie Lotnicze LOT    | 1. Warszawa-Chopin |
| Lufthansa                     | 1. Frankfurt 2. Monachium |
| Luxair                        | 1. Luksemburg |
| Middle East Airlines          | Sezonowo: 1. Bejrut |
| Monacair                      | 1. Monako |
| Norwegian Air Shuttle         | 1. Kopenhaga 2. Oslo-Gardermoen 3. Sztokholm-Arlanda Sezonowo: 1. Bergen 2. Helsinki 3. Stavanger 4. Trondheim |
| Nouvelair                     | 1. Monastyr 2. Tunis |
| Qatar Airways                 | 1. Doha |
| Royal Air Maroc               | 1. Casablanca |
| Ryanair                       | 1. Dublin Sezonowo: 1. Londyn-Stansted |
| Saudia                        | Sezonowo: 1. Rijad |
| SAS                           | 1. Kopenhaga 2. Sztokholm-Arlanda Sezonowo: 1. Bergen 2. Göteborg 3. Oslo-Gardermoen 4. Stavanger |
| Smartwings                    | Sezonowo: 1. Praga |
| Swiss International Air Lines | 1. Genewa 2. Zurych |
| TAP Portugal                  | 1. Lizbona |
| TAROM                         | Sezonowo: 1. Bukareszt |
| Transavia                     | 1. Amsterdam 2. Dakar (od 27 października 2024) 3. Nantes Sezonowo: 1. Bejrut 2. Eindhoven 3. Faro 4. Monastyr 5. Tunis |
| Tunisair                      | 1. Monastyr 2. Tunis Sezonowo: 1. Dżerba |
| Turkish Airlines              | 1. Stambuł |
| United Airlines               | Sezonowo: 1. Newark |
| Volotea                       | 1. Bordeaux 2. Brest-Bretagne 3. Caen 4. Lille 5. Luksemburg 6. Nantes 7. Strasburg 8. Wenecja Sezonowo: 1. Bruksela-Charleroi 2. Olbia 3. Palermo |
| Vueling Airlines              | 1. Barcelona |
| Widerøe                       | Sezonowo: 1. Bergen 2. Oslo-Torp |
| Wizz Air                      | 1. Belgrad 2. Bukareszt 3. Budapeszt 4. Kraków 5. Londyn-Gatwick 6. Rzym-Fiumicino 7. Sofia 8. Tirana 9. Wiedeń 10. Warszawa-Chopin Sezonowo: 1. Kluż-Napoka 2. Wilno |

## Cargo
| Linia lotnicza      | Kierunek    |
| ------------------- | ----------- |
| ASL Airlines France | 1. Marsylia |